# Ellenbogen Adolf
Ellenbogen Adolf (Miskolc, 1814 – Budapest, 1886. október 28.) hegedűművész, karmester, zeneszerző.
Apja, a miskolci zsidó hitközség kántora, őt is kántornak akarta nevelni, de hajlama a hegedűjátékra vonzotta. Tagja volt a borsodi város Thern Károly vezette ifjúsági zeneegyletének, majd 1830 körül Bécsbe ment, ahol egy rokona támogatásával az ottani konzervatóriumban tanulhatott. 1834-ben tért haza, szülővárosában Heinisch József karolta fel, a miskolci színház számára zenekart szervezett. Kitűnő hegedűs volt, híre egyre növekedett és 1836-ban a budai színházhoz szerződtették. 1837-ben az egész budai színház zenekarával ő is a megnyitott pesti Nemzeti Színházhoz került, ahol 1839-ben első hegedűs, nemsokára a balettelőadások zenei vezetője és karmestere lett. Több táncjáték zenéjét szerezte vagy állította össze. 1851-ben Magyar Zeneszerző-társulatot alapított. 1868-ban ment nyugdíjba.
A 19. század 1860-as és 1870-es éveiben tevékeny részt vett a főváros zenei életében. Sok zenei kompozíciót alkotott, úgynevezett körmagyart, csárdást, keringőt és egyéb tánczenét, melyek nevét népszerűvé tették. Művei főként a Pesten akkor népszerű operák dallamait dolgozták fel. A 19. században még nagy létszámú cigányzenekaroknak átiratokat készített, és betanította őket.